# Cabeçudos
Cabeçudos is een plaats (freguesia) in de Portugese gemeente Vila Nova de Famalicão en telt 1472 inwoners (2001).